# Drakarnas dans
Drakarnas dans (originaltitel: A Dance with Dragons), är den femte romanen av de sju planerade i den episka fantasy serien Sagan om is och eld av den amerikanska författaren George R.R. Martin. I vissa områden publicerades pocketutgåvan i två delar, med titeln Dreams and Dust och After the Feast. Drakarnas dans var den enda romanen i serien som publicerades under HBO-anpassningen av serien, Game of Thrones.
Romanen publicerades officiellt den 12 juli 2011. Romanen har anpassats för TV för den femte säsongen av Game of Thrones, även om delar av boken också har dykt upp i seriens tredje, fjärde och sjätte säsong.

## Handling
Handlingen tar vid där den tredje boken, Svärdets makt slutade och utspelar sig samtidigt som Kråkornas fest fast på andra platser i riket och ur andra personers perspektiv. Boken utspelar sig dock under en längre tidsrymd än Kråkornas fest och efter cirka två tredjedelar av boken är handlingen om Kråkornas fest.
I efterdyningarna av en kolossal strid är framtiden för sju kungarikena oviss. I öster är Daenerys Targaryen, den sista ättlingen av dynastin Targaryen, drottning av slavhandlarstaden Meereen. Men Daenerys har tusentals fiender och många har begett sig ut för att hitta henne och hennes drakar. En ung man från ätten Martell ger sig ut på haven med en strävan efter drottningen och med en helt annan målsättning i åtanke. Tyrion Lannister är också på väg för att leta upp Daenerys, då han tvingas fly från Västeros med ett pris på sitt huvud. Men på vägen finner han en person som för evigt kan förhindra Daenerys anspråk till järntronen. Samtidigt befinner sig Theon Greyjoy i fångenskap i borgen Dreadfort som en spillra av den han en gång var, hos den grymme oäktingen Ramsay Bolton. Och allra längst i norr ligger den jättelika väggen av is och sten, där Jon Snö, lord kommendör av Nattväktarna, ställs inför sin största utmaning. För han har starka fiender inte bara inom Nattväktarna, men också utanför där de vita varelserna av is härjar.

## Huvudpersoner
Handlingen i Drakarnas dans följs ur arton olika personers perspektiv:
- Jon Snö – 13 kapitel
- Tyrion Lannister – 12 kapitel
- Daenerys Targaryen – 10 kapitel
- Theon Greyjoy – 7 kapitel
- Quentyn Martell – 4 kapitel
- Davos Sjövärdig – 4 kapitel
- Barristan Selmy – 4 kapitel
- Asha Greyjoy – 3 kapitel
- Bran Stark – 3 kapitel
- Jon Connington – 2 kapitel
- Cersei Lannister – 2 kapitel
- Victarion Greyjoy – 2 kapitel
- Arya Stark – 2 kapitel
- Aero Hotah – 1 kapitel
- Jaime Lannister – 1 kapitel
- Melisandre – 1 kapitel
- Varamyr Sexskinn – 1 kapitel (prolog)
- Kevan Lannister – 1 kapitel (epilog)